# MUSIC FROM THE MARS
MUSIC FROM THE MARS（ミュージックフロムザマーズ、1997年 - ）は、日本のオルタナティブ・ロックバンドである。97年結成。トリオ編成でスタート。現在6人編成。プログレッシブな展開、複雑なコード進行、変拍子を多用しつつも卓越したメロディセンスで、それを感じさせないポップミュージックとして昇華された音楽をパンクスピリッツ溢れる演奏で各地でライブを重ね好評を博している。

## メンバー
- 藤井友信 - Vocal、ギター。1977年12月11日生まれ。神奈川県逗子市出身。リーダー。全ての作詞作曲を担当している。fresh!（downyの秋山隆彦、仲俣和宏、HINTO、スパルタローカルズの伊東真一所属）、OishiiOishii（オータコージやceroサポートの厚海義朗所属）、高円寺百景などにもメンバーで参加している。
- 吉村祐司 - ドラム。1979年1月24日生まれ。長野県佐久市出身。
- 坂井キヨオシ - キーボード。11月21日生まれ。岐阜県岐阜市出身。元BOAT
- ケイタイモ - ベース。1973年1月22日生まれ。静岡県出身。元BEAT CRUSADERS、元MONGHANG、現WUJA BIN BIN、ATOM ON SPHERE。使用ベースはスタインバーガーのフレットレス・ベース。特技ホーミー。
- 奥田ヌッポ敏朗 - フレンチホルン、パーカッション。本業はベーシスト。ベーシストとしてON BUTTON DOWN等に参加。
- 中村浩 - ソプラノサックス。1977年生まれ。藤井と共にfresh!に所属。日暮愛葉率いるLOVESの元メンバー。

### 在籍していたメンバー
- 大野慎太郎 - ベース。オリジナルメンバー。長野県小諸市出身。2007年に脱退。現在はMUSIC FROM THE MARSのライブを撮影している。
- 河野岳人 - ベース。LAGITAGIDA、SuiseiNoboAzで活動。
- 山本淳平 - ドラム。Loolowningen & The Far East Idiotsで活動。
- 柿澤　龍介 - [ドラム。トルネード竜巻

## 来歴
藤井が吉村祐司と大野慎太郎と1997年に結成。初期はアメリカのオルタナティヴロックに影響を受けたトリオ編成であった。ジャズやプログレッシヴロックのエッセンスを取り入れていくうちにピアノが必要と感じ2002年に元BOaTの坂井キヨオシが加入。
1997年
吉村・藤井・大野のトリオ編成で結成。高円寺20000V、三軒茶屋ヘブンズドアを中心に活動を開始
2000年
サンプル音源を作成。福岡のヨコチンレーベル制作のオムニバスアルバム「ハイコレクティブル」（二階堂和美、ロレッタセコハン、panicsmile、nontroppo等が参加）に参加
2001年
楽曲のバリエーションも増え始めた頃トリオでの限界を感じ、BOaTを 脱退 卒業したピアニスト、坂井キヨオシをサポートに迎える
2003年
5月 新宿ロフト、新宿タワーレコード、新宿ジャムなどが共催したライブイベント「新宿ミーティング Vol.3」に 参加
その後そのライブ演奏が収録されたCD化
そのイベントがきっかけで出会った、mona records主宰、行達也氏がホストを務めるViewsic（現、Music On TV）の番組に出演
2004年
mona recordsから1st mini album「music from the mars」（MONA-003）発売
オムニバスViewsic Discs「Strange & Cute」（SPANK HAPPY、渋さ知らず等が参加）に発売
ICJ「STYLUS#9 ～brightest 2004～」発売
ヨコチンレーベル「乱調の美学」発売
坂井キヨオシ正式加入
2005年
9月 mona rock caravan '05 @ ZEPP TOKYOに出演（SAKE ROCK、NONA REEVES、曽我部恵一が出演）
10月 フル・アルバム「summery」（MONA-007）をmona recordsより発売。Harpy、d.v.d、トクマルシューゴバンドなどで活躍するドラマーitoken氏の録音 三浦康嗣（□□□）、大谷能生、春山友志（mi-ne）、マヒマヒ（MSN）等がゲスト参加
10月 音楽誌MARQUEE主催 “MARQUEE NIGHT” NILGRIS、七尾旅人 と共演
11月 □□□、キセルを迎え、南青山月見ル君想フにてリリースパーティ
2007年
2月 2nd mini album 「Living in the ZOO」（TRACK-005）をRHYTHM TRACKS / PERFECT MUSICよりリリース エンジニアにAxSxE氏を迎え、イナッチ、石橋英子がゲスト参加
3月 渋谷O-NESTにてリリース記念ワンマン。大盛況
4月 大野脱退
6月 ベース河野“マーティ”岳人（現：LAGITAGIDA）が正式加入
2008年
4月 avengers in sci-fi presents “PLANET ROCK TOUR FINAL” 参加
7月 福岡ツアーNnontroppoと2マンライブ。限定シングル「メモリー / Good bye my melancholia」発売
2010年
2月 ドラム吉村が脱退、4月サポートで柿澤 龍介（トルネード竜巻）加入
11月 自主企画「キヨオシこの夜」開催
2011年
5月『いわきサイコーです！！～LET'S GO TO いわき～』@いわきSONIC（マーガレットズロース主催）参加
6月 ドラム山本JP淳平加入
7月 Shit Associated Music 2-2011@渋谷WWW（NATSUMEN、ELECTRIC EEL SHOCK、PANICSMILE etc.）
11月 OTOTOYからLIVE音源配信
2012年
1月 河野“マーティ”岳人脱退
4月 ベースサポートにケイタイモ（WUJA BIN BIN、ex. ビートクルセダース）を迎えsusquatch “TOY BOX BRAIN” TOUR 2012に参加
2013年
山本JP淳平脱退、吉村祐司復帰
2016年
5月 9年振りのアルバム「Aftere Midnight」発売。録音は静岡・キティ伊豆スタジオのビンテージ機材を使用して行なわれ、前作のプロデュースを手掛けたAxSxE（NATSUMEN）がミックスとエンジニアリングを手掛けている。マスタリングはジャック・ホワイト、Nine Inch Nails、U2などを手掛けたピート・マーハーが担当。CDに加えて、24bit/48khzのWAVファイルを収めたCD-ROMが付属した。

## ディスコグラフィー
- MUSIC FROM THE MARS(2004年MONA-003) 　－　1stミニアルバム
- 新宿ミーティング0”(2004年TIBE-0003)　－　VA
- STYLUS#9 ～brightest 2004～(2004年CCJ-0011) 　－　VA
- aStrange & Cute(2004年4月27日CSCA-002)　－　VA
- summery(2005年MONA-011)　－　1st フルアルバム
- Livin in the ZOO (2007年TRACK-005)　－　2nd ミニアルバム
- mona records BEST ALBUM  (2009年SLMN-1016)　－　VA
- After Midnight (2016年NHCR-1146)　－　4th アルバム
- WHO CARES? (2018年NHCR1157)　－　7"Vinyl+CDシングル